# جايسون ماثيوز (مؤلف)
جايسون ماثيوز (بالإنجليزية: Jason Matthews)‏ هو مؤلف أمريكي، ولد في 1951.

## وصلات خارجية
- جايسون ماثيوز على موقع IMDb (الإنجليزية)
- جايسون ماثيوز على موقع قاعدة بيانات الفيلم (الإنجليزية)